# 角田敏郎
角田 敏郎（かくた としろう、1933年9月22日 - 2013年1月30日）は、日本近代文学研究者。大阪教育大学名誉教授。

## 略歴
兵庫県出身。1959年東京教育大学文学部国文科卒、61年同大学院修士課程修了、北海道学芸大学（のち北海道教育大学）講師、大阪教育大学助教授、教授、97年定年退官、名誉教授、皇學館大學教授、2005年退職。長男は心理学者・京都産業大学教授の角田豊。

## 著書
- 『高村光太郎研究』有精堂選書 1972
- 『日本近代詩 研究と鑑賞』和泉書院 1989

### 共著編
- 『近代詩 詩と詩論』飛高隆夫,三浦仁共著 東京堂出版 1970
- 『日本近代文学大系 54 近代詩集 2』解説:壷井繁治 注釈:河村政敏、石丸久、乙骨明夫、安藤靖彦共著 角川書店 1973
- 『日本近代文学大系 59 近代詩歌論集』解説:久松潜一 注釈: 河村政敏、篠弘、山下一海共著 角川書店 1973